# Alborea
Alborea là một đô thị ở Albacete, Castile-La Mancha, Tây Ban Nha. Đô thị này nằm ở độ cao 710 m trên mực nước biển, cách thủ phủ Albacete 56 km. Diện tích của Alborea là 72,26 km². Đô thị này có 820 dân (điều tra dân số của INE năm 2007) với mật độ 11,35 người/km². Mã số bưu chính của Alborea là 02215, số đầu điện thoại là (+34) 967 47 ** ** 
Alborea giáp: Requena (Valencia), Casas de Ves (Albacete), Casas-Ibáñez (Albacete) và Alcalá del Júcar (Albacete)
39°16′46″B 1°23′45″T / 39,27944°B 1,39583°T